# たけくらべ (1955年の映画)
『たけくらべ』は、1955年の日本映画。
樋口一葉の短編小説『たけくらべ』を五所平之助監督、美空ひばり主演で映画化した作品である。

## 登場人物
- 美登利 - 美空ひばり
- 伍助 - 中村是好：美登利の父
- おりん - 吉川満子：美登利の母
- 大巻 - 岸恵子：美登利の姉で、吉原きっての遊女。
- 信如 - 北原隆：竜華寺の息子
- 信道 - 佐々木孝丸：信如の父
- おそう - 忍節子：信如の母
- おはな - 岸旗江：信如の姉
- 大黒屋の主人 - 柳永二郎：美登利一家が世話になっている。
- 正太郎 - 市川染五郎： 金貸田中屋の息子。表町の頭。
- 長吉 - 服部哲： 横町組の頭。
- お吉 - 山田五十鈴： 荒物屋筆屋の主人。元吉原の遊女。

## 受賞歴
- ブルーリボン賞助演女優賞（山田五十鈴）

## リバイバル
- 1958年8月31日に『ひばりのたけくらべ』と改題してリバイバル上映された。同時上映は『ソ連脱出 女軍医と偽狂人』[2]。

## DVDリリース・派生作品
2021年1月1日現在、DVDは未発売。なお1989年8月には大陸書房からビデオソフト（VHS）化されたが、現在は絶版。
VHSは大陸書房から発売歴がある。

## リメイク作品
『たけくらべ』の映像化作品としては他に以下のものがある。
- 1924年の映画（三枝源次郎監督）
- 1973年のTBSのドラマ
- 1974年のNET（現：テレビ朝日）のドラマ
- 1976年のNHKの人形劇
- 1986年の日本テレビのテレビアニメ